# محمد عبد الرؤوف المناوي
المُناوي (952 - 1031 هـ) هو محمد عبد الرؤوف بن تاج العارفين ابن علي بن زين العابدين الحدادي ثم المُناوي القاهري، زين الدين. المشهور بالمُناوي. ولد سنة 952هـ وتوفى سنة 1031 هـ. عاش في القاهرة، وتوفي بها.
من كبار العلماء بالدين والفنون. انزوى للبحث والتصنيف، وكان قليل الطعام كثير السهر، فمرض وضعفت أطرافه، فجعل ولده تاج الدين محمد يستملي منه تآليفه.
له تآليف كثيرة، منها: شرح على تائية ابن الفارض، شرح المشاهد لابن عربي، حاشية على شرح المنهاج للجلال المحلي، شرح على الأزهرية، والجواهر المضيئة في الاحكام السلطانية.
وأشهر كتبه هو: (فيض القدير شرح الجامع الصغير من أحاديث البشير النذير). وهو شرح مطول على كتاب الجامع الصغير للإمام السيوطي حيث شرحه شرحا وافيا متعرضا للألفاظ ووجوه الإعراب، وضبط الكلمات ومفسرا للأحاديث بالاستناد إلى أحاديث أخرى وآيات كريمة، ومستخرجا الأحكام المتضمنة لها والمسائل الواردة فيها مورداً أقوال العلماء في ذلك.

## من مؤلفاته

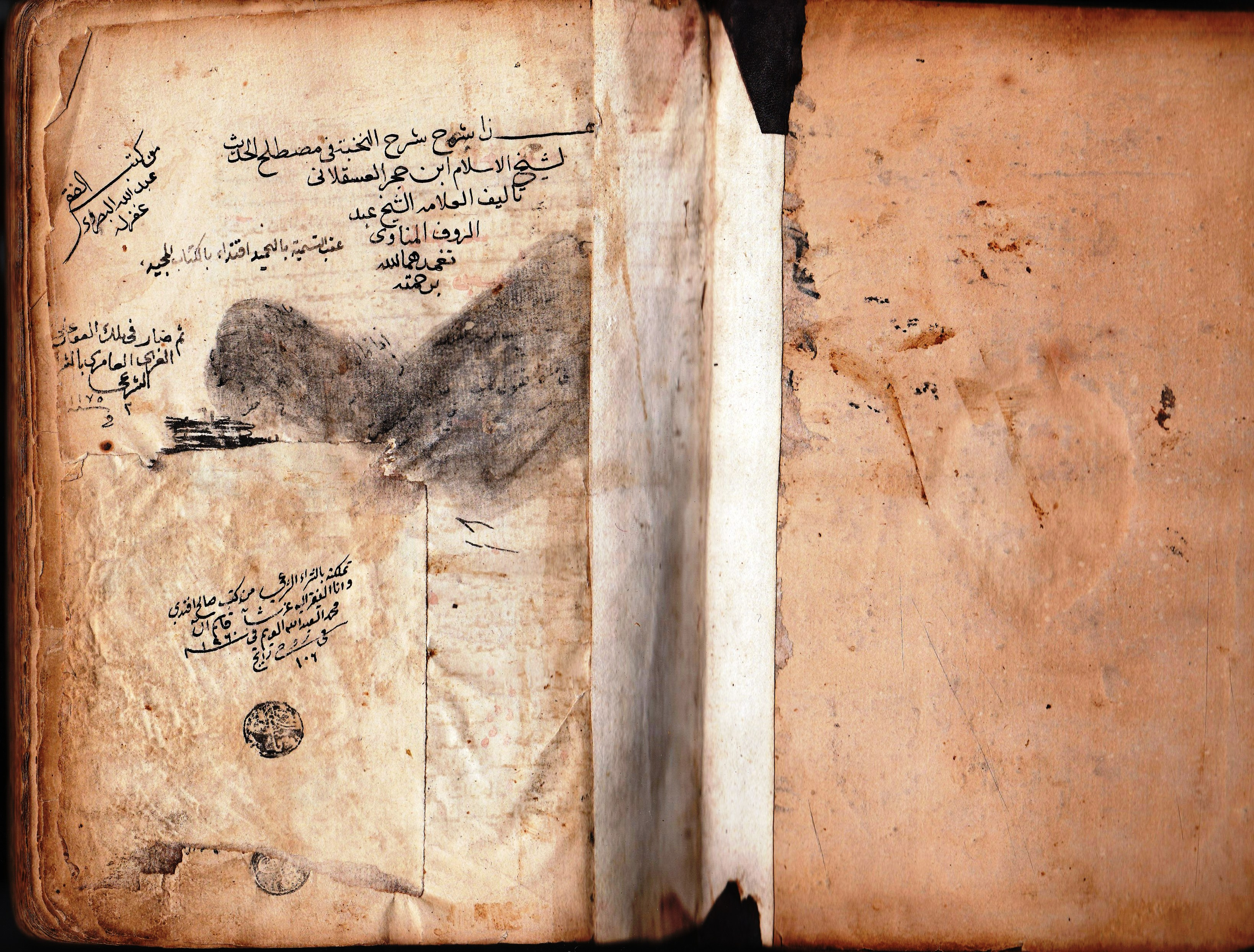
مخطوط شرح شرح النخبة للشيخ المناوي

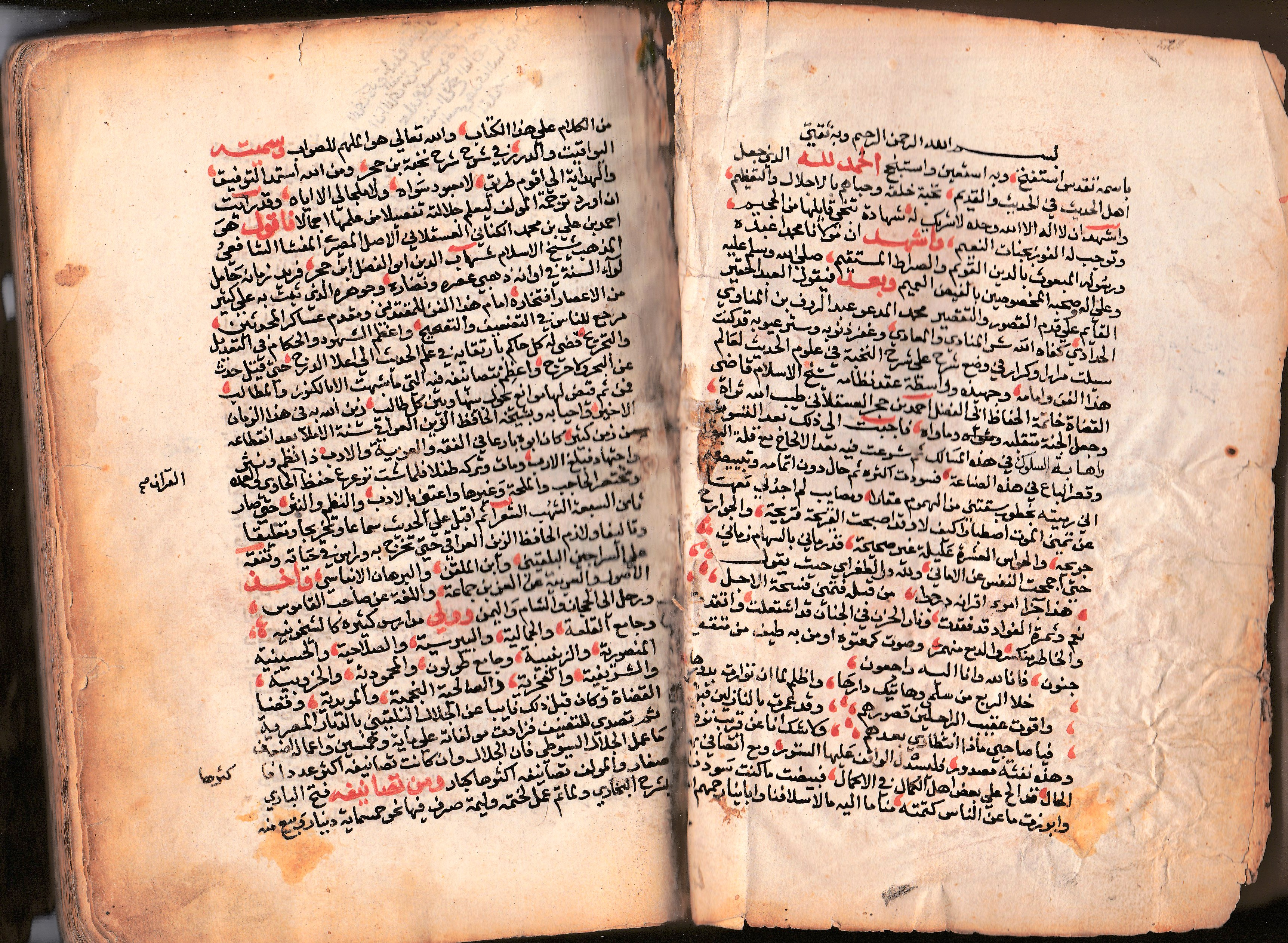
الصفحة الأولى من مخطوط شرح النخبة للمناوي

- شرح شرح النخبة في مصطلح الحديث لابن حجر العسقلاني (مخطوط).
- كنوز الحقائق في الحديث.
- التيسير في شرح الجامع الصغير، مجلدان، اختصره من شرحه الكبير (فيض القدير).
- شرح الشمائل للترمذي
- الكواكب الدرية في تراجم السادة الصوفية في 6 مجلدات، بتحقيق محمد أديب الجادر.
- سيرة عمر بن عبد العزيز.
- اليواقيت والدرر في الحديث.
- الفتوحات السبحانية في شرح ألفية العراقي.
- الصفوة في مناقب آل البيت.
- الطبقات الصغرى.
- الدرر الجوهرية في شرح الحكم العطائية (لابن عطاء الله السكندري)

وغيرها.